# Brympton
Brympton – wieś i civil parish w Anglii, w hrabstwie Somerset, w dystrykcie (unitary authority) Somerset. Leży 58 km na południe od miasta Bristol i 190 km na zachód od Londynu. W 2002 miejscowość liczyła 4956 mieszkańców. Jako civil parish swoim zasięgiem obejmuje Brympton D'Evercy, Lufton, Thorne Coffin i Alvington.